# WWF Wrestling Challenge
WWF Wrestling Challenge war eine von der World Wrestling Federation produzierte Wrestling-Sendung, die von 1986 bis 1995 im US-amerikanischen Fernsehen lief.

## Konzept
WWF Wrestling Challenge war die B-Show der WWF für Sender, bei denen die WWF zwei Sendeplätze zur Verfügung hatte. Die damalige A-Show war WWF Superstars of Wrestling. Die 45-minütige Show zeigte Matches, Interviews und Talkshow-Segmente, machte Werbung für Houseshows und anstehende Großveranstaltungen. Neben einem Mainevent traten vor allem etablierte Stars und Midcardler gegen sogenannte Jobber an. Die Shows wurden bei speziellen Events mitgeschnitten, wobei einmal im Monat meist drei bis vier Shows am gleichen Tag produziert wurden. Die Zuschauer in der Halle bekamen meist zusätzlich noch Dark Matches zu sehen.
Die erste Ausgabe erschien am 7. September 1986. Die Sendung ersetzte die WWF-Sendung All-Star Wrestling, die von 1971 bis 1986 lief. Über die Jahre etablierte die Show einige wiederkehrende Talkshow-artige Interview-Segmente. So moderierte Jake „the Snake“ Roberts dort Snake Pit, eine an Rowdy Roddy Piper Piper’s Pit angelehntes Interviewformat. Ebenfalls lief bei WWF Challenge The Brother Love Show von Bruce Prichard, die später zur Hauptshow kam. Hinzu kam ein Interview von Gene Okerlund. 1991 kam The Barber Shop von Brutus Beefcake und 1993 der King’s Court von Jerry Lawler hinzu.
Als B-Show gab es lediglich einen Titelwechsel bei WWF Challenge. Am 1. November gewannen Money Inc. (Ted DiBiase und Irwin R. Schyster) den World Tag Team Championship von The Natural Disasters (Earthquake und Typhoon).
1993 wurde die Sendung in WWF Challenge umbenannt und lief unter diesem Namen bis zur Einstellung 1994.

## Moderation
Zu Beginn kommentierten Gorilla Monsoon, Ernie Ladd und Luscious Johnny V (Johnny Valiant) das Geschehen. Später ersetzte Bobby Heenan Johnny V, der immer dann zum Mikrofon kam, wenn Heenan einen Auftritt als Manager hatte. 1987 verließ Johnny Valiant die WWF, von da an wechselte das Moderatorenteam häufig.
- Gorilla Monsoon und Lord Alfred Hayes, UK Challenge (1987–1988)
- Vince McMahon und Bobby Heenan (1988)
- Gorilla Monsoon, Tony Schiavone und Bobby Heenan (1989)
- Gorilla Monsoon und Tony Schiavone (1989–1990)
- Vince McMahon und Gorilla Monsoon (1989)
- Gorilla Monsoon, Bobby Heenan und Jim „The Anvil“ Neidhart (1991)
- Gorilla Monsoon und Bobby Heenan (1986–1993)
- Jim Ross und Bobby Heenan (1993)
- Jim Ross und Gorilla Monsoon (1993–1995)
- Gorilla Monsoon und Stan Lane (1994)
- Stan Lane und Ted DiBiase (1994–1995)
- Jim Ross und Ted DiBiase (1994)
- Gorilla Monsoon und Ted DiBiase (1994–1995)
- Stan Lane und Gorilla Monsoon (1995)
- Jim Ross und Dok Hendrix (1995)

## Internationale Ausstrahlung
In Kanada wurde die Show als WWF Calvacade ausgestrahlt. Während die Matches gleich blieben, wurden für die kanadischen Fernsehsendungen eigene Interviews produziert.
Im Vereinigten Königreich wurde die Show auf Sky 1 ausgestrahlt. ITV sendete zusammengeschnittene Episoden für ein Samstags-Wrestling-Programm sowie eine Reihe verschiedener Episoden als „Superstars of Wrestling“ für das Nachtprogramm.
In Deutschland wurden zunächst einzelne Shows im Rahmen der Wrestlingsendung Ring frei auf Tele 5, moderiert von Carsten Schaefer und Ulli Fesseler. Nach der Einstellung von Tele 5 kehrte WWF 1993 ins deutsche Fernsehen zurück und WWF Wrestling Challenge wurde auf RTL II als eigene Sendung ausgestrahlt. Hier moderierten Schaefer und Günter Zapf.

## Besonderheiten
1991 veröffentlichte MB Spiele ein Brettspiel unter dem Namen WWF Wrestling Challenge.